# Biblijny Kościół Baptystyczny
Biblijny Kościół Baptystyczny – działające na podstawie wpisu do rejestru związków wyznaniowych Ministerstwa Spraw Wewnętrznych i Administracji ugrupowanie chrześcijańskie niebędące członkiem Polskiej Rady Ekumenicznej, ani też w żaden formalny sposób nie powiązane z Kościołem Chrześcijan Baptystów w RP. W 2010 roku wyznanie liczyło 36 wiernych.
Pastorem Zboru do 2012 był Jan Tołwiński (zm. 12 listopada 2016), poprzednio pastor zboru Kościoła Wolnych Chrześcijan w Warszawie. Obecnym pastorem jest Artur Jargieło. Kościół posiada swoje zbory w Warszawie-Aninie i Krakowie.
Kościół Baptystyczny należy do rodziny tzw. wolnych kościołów protestanckich. Jego zasady wiary opierają się na nauczaniu Jezusa i apostołów, zapisanym w Nowym Testamencie, i odwołują się do ideałów pierwszych chrześcijan.
Baptyści utożsamiają się również z ideami reformacji, będącej „powrotem do źródła”, którym dla chrześcijan jest Pismo Święte, wierzą, że naśladowanie Jezusa jest nie tylko religią, ale – przede wszystkim – sposobem życia zaspakajającym najgłębsze potrzeby człowieka; podkreślają też konieczność nawrócenia jako świadomej, osobistej decyzji, która nie może być dziedziczona po rodzicach lub zastąpiona religijnymi obrzędami.

## Nauka
Zasady wiary:
- Całe Pismo Święte jest natchnione przez Boga. 2 Tm 3,15-17.
- Jest jeden prawdziwy Bóg, który stworzył cały wszechświat. 1Kor 8,6.
- Ojciec, Syn, i Duch Święty są jednym. Oznacza to, że Ojciec, Syn i Duch Święty to jeden Bóg. 1Jn 5,7.
- Przez upadek Adama i Ewy grzech i śmierć przyszły na całą ludzkość. Rz 5,12; 1Kor 15,21-22.
- Zapłatą za grzech jest śmierć. Śmierć zawiera też drugą śmierć, czyli wieczne i literalne Piekło, które jest konkretnym i realnym miejscem. Rz 6,23; Obj 21,8; Ps 9,18.
- Jezus Chrystus jest Bogiem objawionym w ciele. 1Tm 3,16; Jn 1,1; 1 Jn 5,20.
- Jezus umarł na krzyżu po to, aby zbawić grzeszników i odkupić ich od potępienia. 1Tm 1,15; Gal 3,13.
- Prawo Boże jest dobre i święte. Jego celem jest ukazanie człowiekowi jego grzechu. Rz 7,12; Rz 3,19.20.
- Zbawienie jest z łaski Bożej, a nie z dobrych uczynków ani przez przestrzeganie prawa Bożego. Ef 2,8-9; Tyt 3,5; Rz 11,6; Gal 2,16.21.
- Jezus Chrystus jest jedynym pośrednikiem między Bogiem i ludźmi. 1 Tm 2,5; 1Jn 2,1; Jn 14,6.
- Odpuszczenie grzechów jest możliwe tylko przez wiarę w imię Jezusa Chrystusa. Dz 10,43; 1Jn 1,9; 2,12.
- Chrzest w wodzie powinien otrzymać każdy nawrócony człowiek. Jest jedynie znakiem wewnętrznego działania Ducha Świętego ale nie zmywa jakiegokolwiek grzechu. Mt 28,19-20; Dz 10,43-47; 1Pt 3,20-21.
- Człowiek wierzący jest powołany do świętości i do odstąpienia od zła i od grzechu. Ef 2,10; 2Tm 2,19; 1Pt 2,11; 2Tes 5,22.
- Człowiek, który pokutuje i uwierzy w imię Jezusa, otrzymuje dar życia wiecznego. Zbawiony człowiek jest bezpieczny na zawsze, ponieważ Bóg nie żałuje swoich darów. Rz 11,29; Jn 10,27-29; Rz 8,31-39; Flp 1,6.
- Jezus przygotuje miejsce dla swoich w niebie. Jn 14,6; Flp 3,20.
- Jezus wróci na tę ziemię, aby królować w Jerozolimie przez 1000 lat. 2Tm 4,1; Obj 20,1-7.

## Adres siedziby
Warszawa, ul. Szpotańskiego 22